# خاک سرپانتین

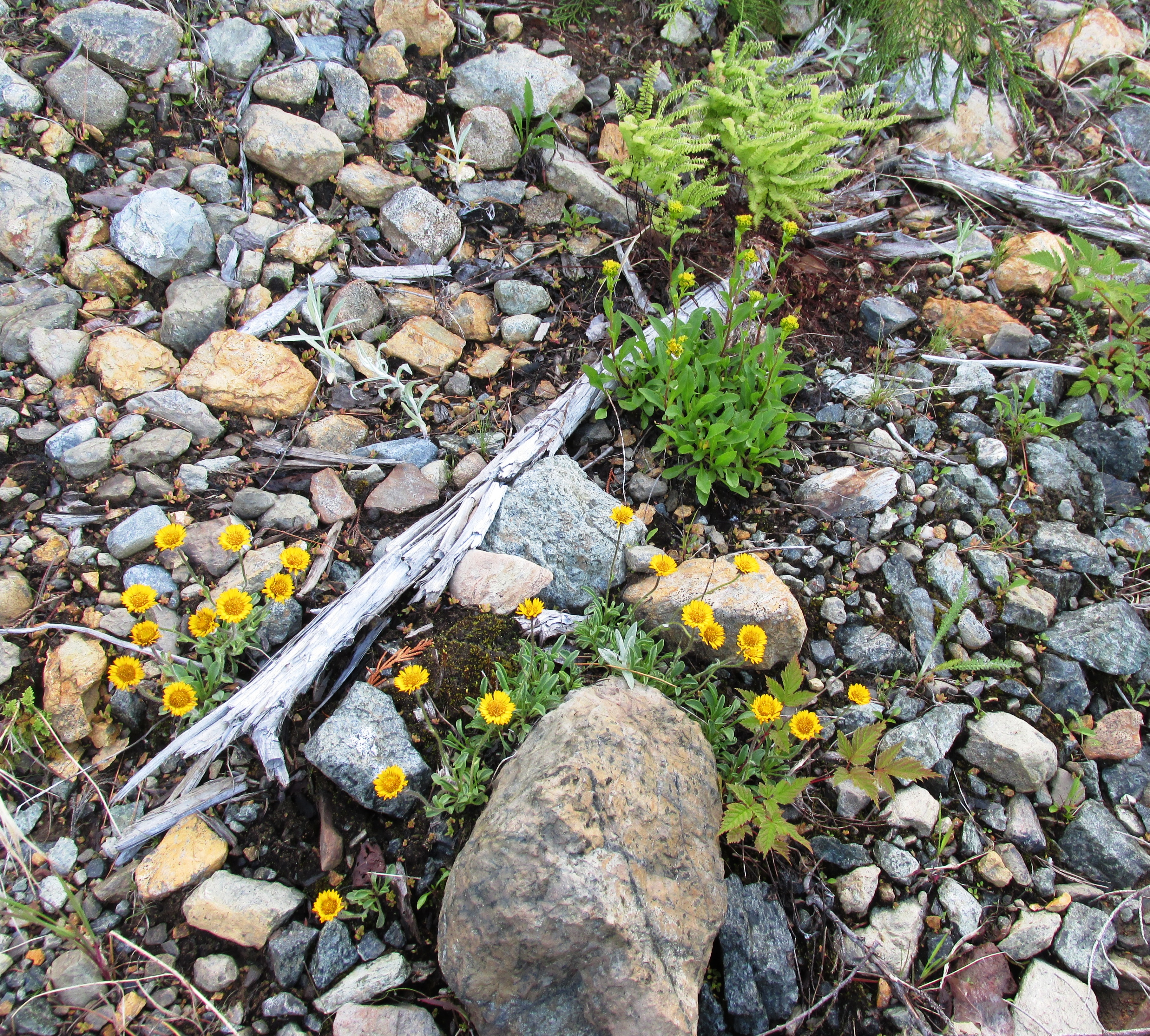
علف‌طلایی چندشعاع (Solidago multiradiata)، پیربهار طلایی (Erigeron aureus) و پرسیاوش آلیوتی (Adiantum aleuticum) بر روی صخره خاک سرپانتین

خاک سرپانتین (به انگلیسی: Serpentine soil)، یک نوع خاک غیرمعمول است که توسط سنگ‌های فرامافیک هوازده مانند پریدوتیت و مشتقات دگرگونی آن مانند سرپانتینیت (Serpentinite) تولید می‌شود. به‌طور دقیق‌تر، خاک سرپانتین حاوی مواد معدنی زیرگروه سرپانتین، به ویژه آنتیگوریت، لیزاردیت (Lizardite) و کریزوتیل یا پنبه‌نسوز سفید است که همه آنها معمولاً در سنگ‌های فرامافیک یافت می‌شوند. اصطلاح «سرپانتین» معمولاً برای اشاره به نوع خاک و گروه معدنی که مواد اصلی آن را تشکیل می‌دهد استفاده می‌شود.
خاک‌های سرپانتین خواص شیمیایی و فیزیکی مشخصی از خود نشان می‌دهند و به‌طور کلی به عنوان خاک‌های فقیر برای کشاورزی در نظر گرفته می‌شوند. خاک اغلب به رنگ قرمز، قهوه‌ای یا خاکستری به‌دلیل آهن زیاد و محتوای آلی کم است. از نظر زمین‌شناسی، مناطقی با سنگ بستر سرپانتین مشخصاً شیب دار، صخره‌ای و آسیب‌پذیر در برابر فرسایش هستند که باعث می‌شود بسیاری از خاک‌های سرپانتین نسبتاً کم عمق باشند. خاک‌های کم عمق و پوشش گیاهی کم باعث افزایش دمای خاک و شرایط خشک می‌شود. خاک‌های سرپانتین به دلیل منشأ فرامافیک، نسبت کلسیم به منیزیم پایینی دارند و سطوح پایینی از بسیاری از مواد مغذی ضروری مانند نیتروژن (N)، فسفر (P) و پتاسیم (K) دارند. خاک‌های سرپانتین حاوی غلظت بالایی از فلزات سنگین از جمله کروم، آهن، کبالت و نیکل هستند. این عوامل روی هم، چالش‌های بوم‌شناسی را برای گیاهانی که در خاک‌های سرپانتین زندگی می‌کنند ایجاد می‌کنند.

## سنگ مادر

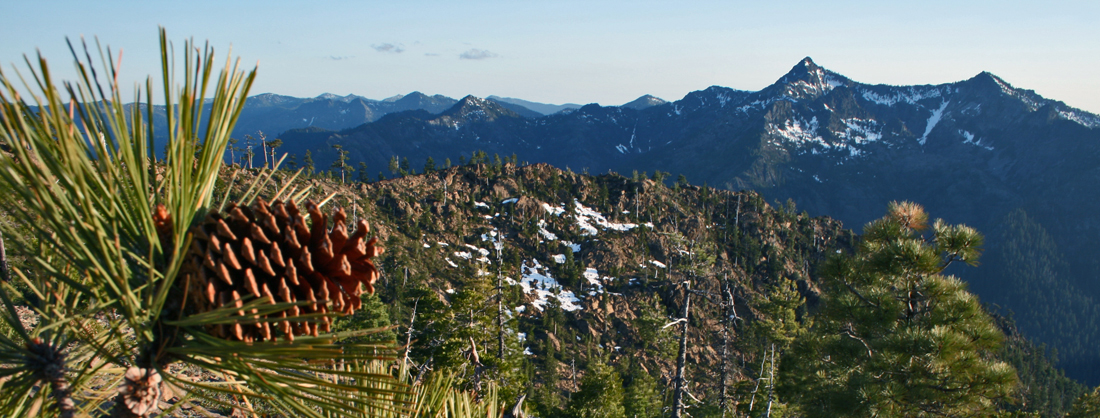
رخنمون سرپانتین در ارتفاعات بیابان سیسکیو (Siskiyou Wilderness) در شمال‌غربی کالیفرنیا - در اینجا کاج جفری (Pinus jeffreyi) بر مناظر مسلط است.

سرپانتینیت یک سنگ متا آذرین است که در اثر واکنش دگرگونی سنگ غنی از الیوین و پریدوتیت با آب ایجاد می‌شود. سرپانتینیت دارای رنگ خالدار، خاکستری مایل به سبز یا خاکستری مایل به آبی است و اغلب در لمس مومی است. این سنگ اغلب حاوی رگه‌های سفید کریزوتیل است که از آن عبور می‌کند، که نوعی آزبست طبیعی است. پنبه نسوز با مجموعه‌ای از شرایط سلامت انسان مانند مزوتلیوما ناشی از قرار گرفتن در معرض طولانی مدت تنفس در ذرات گرد و غبار مرتبط است. هنگام کار در خاک‌های سرپانتین یا هنگام کار با سنگ‌های سرپانتین خرد شده باید احتیاط کرد.
سرپانتینیت اغلب در پوسته اقیانوسی نزدیک سطح زمین تشکیل می‌شود، به‌ویژه جایی که آب در سنگ‌های خنک‌کننده نزدیک پشته‌های میانی اقیانوس در گردش است: توده‌های سنگ فرامافیکی حاصل در افیولیت‌های موجود در پوسته قاره نزدیک به مرزهای زمین‌ساخت صفحه‌ای کنونی و گذشته یافت می‌شوند.
خاک‌های سرپانتین از سنگ‌های فرامافیک به دست می‌آیند. سنگ‌های فرامافیک سنگ‌های آذرین یا دگرگونی هستند که حاوی بیش از ۷۰ درصد مواد معدنی آهن یا منیزیم هستند.

## توزیع
خاک‌های سرپانتین به‌طور گسترده در زمین پراکنده شده‌اند که تا حدی منعکس کننده توزیع افیولیت‌ها است. در شبه‌جزیره بالکان، ترکیه، نیوفاندلند، جزیره قبرس، رشته کوه‌های آلپ، کوبا و کالدونیای جدید رخنمون‌هایی از خاک‌های سرپانتین وجود دارد. در آمریکای‌شمالی، خاک‌های سرپانتین نیز در نواحی کوچک اما پراکنده در دامنه شرقی کوه‌های آپالاچی در شرق ایالات‌متحده وجود دارند. با این حال، کالیفرنیا دارای اکثریت خاک‌های سرپانتین این قاره است.

## گیاه‌شناسی

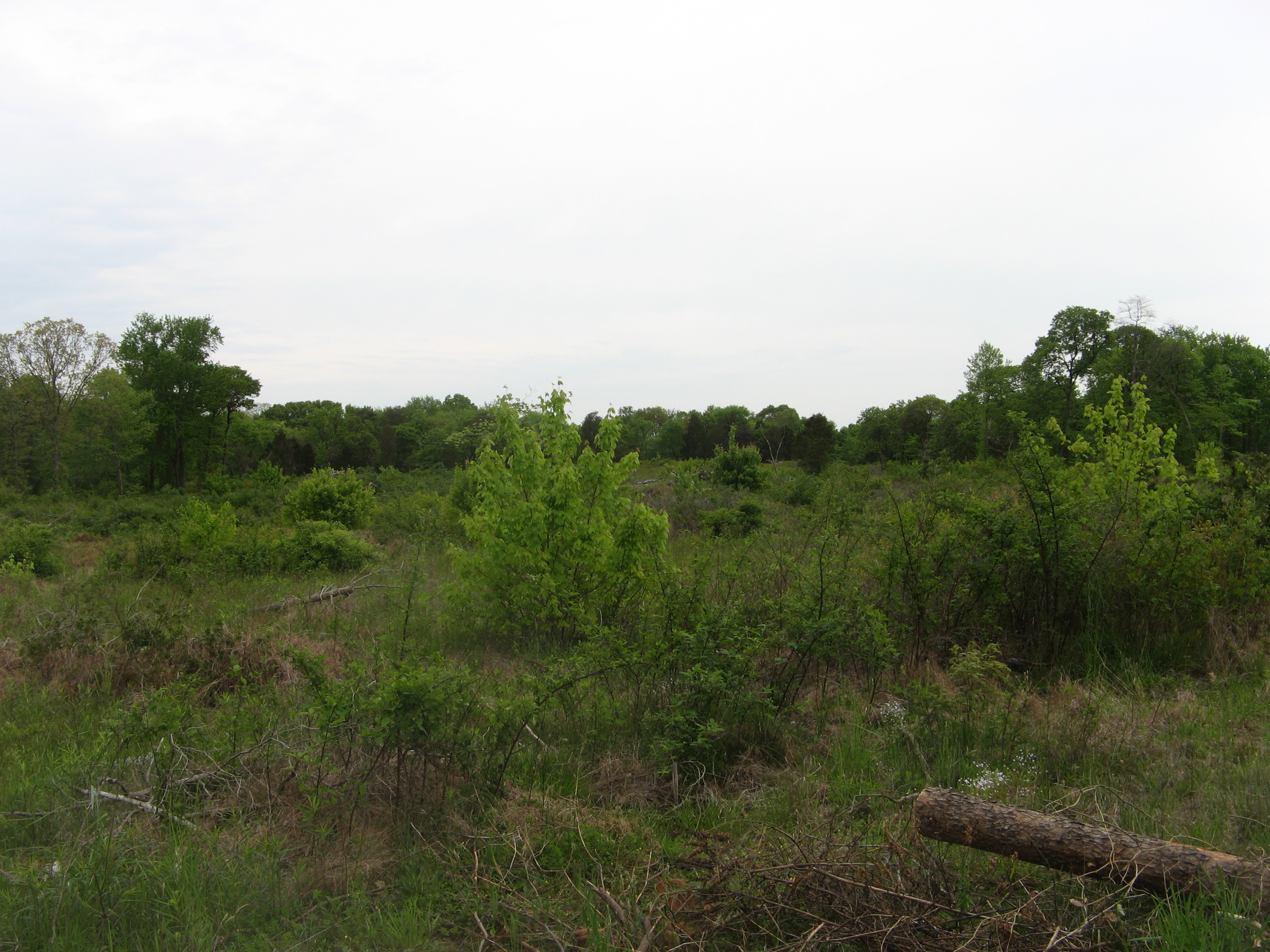
بایرهای سرپانتین در حفاظتگاه طبیعی راک اسپرینگز، شهرستان لنکستر، پنسیلوانیا

از نظر بوم‌شناسی، خاک‌های سرپانتین دارای سه ویژگی اصلی هستند: بهره‌وری ضعیف گیاه، نرخ بالای بوم‌زادی و انواع پوشش گیاهی که از مناطق مجاور متمایز هستند.
جوامع گیاهی سرپانتین از باتلاق‌ها و حصارهای مرطوب گرفته تا بایرهای صخره‌ای متغیر هستند و باید بتوانند شرایط محیطی سخت چنین خاک فقیری را تحمل کنند. به‌عنوان یک نتیجه، آنها اغلب به‌شدت با مناطق خاک غیرسرپانتین هم‌مرز با خاک‌های سرپانتین متفاوت هستند ویژگی‌های رویشی اغلب در میان انواع فلور موجود در خاک‌های سرپانتین مشترک است. آنها یک عادت رشد «تقویت شده» را نشان می‌دهند، با برگ‌های مومی مایل به خاکستری مایل به سبز (که در Eriogonum libertini دیده می‌شود)، که به ترتیب اجازه احتباس آب و انعکاس نور خورشید را می‌دهد. سایر صفات رُخ‌نمود احتمالی شامل ساقه‌های رنگدانه‌ای (همان‌طور که در Streptanthus howellii دیده می‌شود) و گاهی یک طبیعت گوشت‌خوار همان‌طور که در کوزه‌کبری کالیفرنیا دیده می‌شود. برخی از نمونه‌های گیاهان متداول متحمل به سرپانتین عبارتند از: کاج کوهپایه، کاج جفری (Pinus jeffreyi)، یاس بنفش کالیفرنیا (Ceanothus)، انگورهای خرس، بلوط زنده (Quercus)، ارغوان آمریکایی، شاه‌بلوط اسبی کالیفرنیا، درخت خلیج (Umbellularia) و سرخس‌های رؤیای سرخ‌پوست و مقدس (Polystichum lemmonii).
مناطقی از خاک سرپانتین همچنین خانه گیاهان متنوعی هستند که بسیاری از آنها گونه‌های کمیاب یا در معرض خطر انقراض مانند نعناع خار (Acanthomintha)، پنج‌پرز (Pentachaeta) و فلوکس مودار (Phlox hirsuta) هستند. در کالیفرنیا، ۴۵ درصد از گونه‌های مرتبط با سرپانتین نادر یا در معرض خطر هستند. در کالیفرنیا، درختچه‌هایی مانند بلوط چرمی و انگورهای خرس چسبنده (Arctostaphylos viscida ssp. pulchella) نمونه‌ای از خاک‌های سرپانتین هستند.
به منظور غلبه بر چالش‌های شیمیایی و فیزیکی که توسط خاک‌های سرپانتین ایجاد می‌شود، گیاهان نسبت به خشکی، فلزات سنگین و مواد مغذی محدودی مقاوم شدهاند. نسبت کلسیم به منیزیم پایین باعث محدود شدن رشد ریشه و فعالیت ریشه، ضعیف شدن غشاهای سلولی و کاهش جذب مواد مغذی ضروری می‌شود. یک عملکرد تطبیقی با خاک‌های با منیزیم بالا، منابع بیشتری را به ریشه‌های عمیق در حال رشد اختصاص می‌دهد. فلزات سنگین رشد را متوقف می‌کنند، باعث کمبود آهن می‌شوند، باعث کلروز می‌شوند و رشد ریشه را محدود می‌کنند. عملکردهای تطبیقی چندگانه با فلزات سنگین شامل حذف فلزات از طریق محدود کردن جذب توسط ریشه‌ها، تقسیم‌بندی فلزات در اندام‌های مختلف، یا توسعه تحمل سمیت است. در مکان‌های فقیر ازت، اثرات فیزیولوژیکی روی گیاهان شامل اختلال در سنتز پروتئین، کلروز، کاهش آماسیدگی برگ، کاهش تعداد برگ و پنجه، کاهش سرعت رشد و عملکرد کم بذر است. سطوح پایین فسفر باعث اثرات مشابه نیتروژن کم می‌شود اما همچنین باعث کاهش اندازه بذر، کاهش نسبت ریشه به اندام هوایی و افزایش تنش آبی می‌شود. رطوبت کم خاک باعث کاهش جذب و انتقال مواد غذایی، کاهش باز شدن روزنه و کاهش ظرفیت فتوسنتزی و همچنین کاهش رشد و بهره‌وری گیاه می‌شود. گیاهان سرپانتین دارای سامانه ریشه‌ای قوی برای تسهیل جذب آب و مواد مغذی هستند. برای نمونه، نوکائه فندلر (Noccaea fendleri) یک فراانباشتگر نیکل است و ناز سست (Sedum laxum) بیانگر شادابی است. در برخی موارد، همزیستی با قارچ برون‌ریشه متحمل به سرپانتین به تسهیل سازگاری گیاهان با عوامل استرس‌زا خاک‌شناسی روی سرپانتین کمک می‌کند.
سازگاری با خاک‌های سرپانتین چندین بار فرگشت یافته است. گیاهان مقاوم به سرپانتین از نظر فرگشتی جوان‌تر از گیاهان غیرسرپانتین هستند. ناهمگونی جوامع سرپانتین همراه با توزیع تکه‌تکه آنها جریان ژن را محدود می‌کند اما گونه‌زایی و تنوع را ترویج می‌کند. ناهمگونی زیستگاه عامل مهمی در سطح بوم‌زادی و تنوع زیستی در این سامانه است. اگرچه توزیع تکه‌ای به نرخ بالای گونه‌زایی در جوامع سرپانتین نسبت داده می‌شود، تعدادی چالش در ارتباط با این موضوع وجود دارد. جداسازی فضایی از منبع و سایر جمعیت‌ها، جریان ژن را محدود می‌کند، که می‌تواند این جمعیت‌ها را در برابر شرایط محیطی در حال تغییر آسیب‌پذیر کند. علاوه بر این، جریان ژنی بالایی با جوامع غیرسرپانتینی وجود دارد که می‌تواند باعث آلودگی ژنوتیپی، هیبریداسیون و فرزندان غیرقابل زنده شود.

## زیست پالایی
گیاهان منحصربه‌فردی که در خاک‌های سرپانتین زنده می‌مانند، در فرایند گیاه‌پالایی، نوعی زیست‌پالایی، استفاده شده‌اند. از آنجایی که این گیاهان سازگاری‌های ویژه‌ای با غلظت‌های بالای فلزات سنگین ایجاد کردند، از آنها برای حذف فلزات سنگین از خاک آلوده استفاده شده است.

## بایرهای سرپانتین

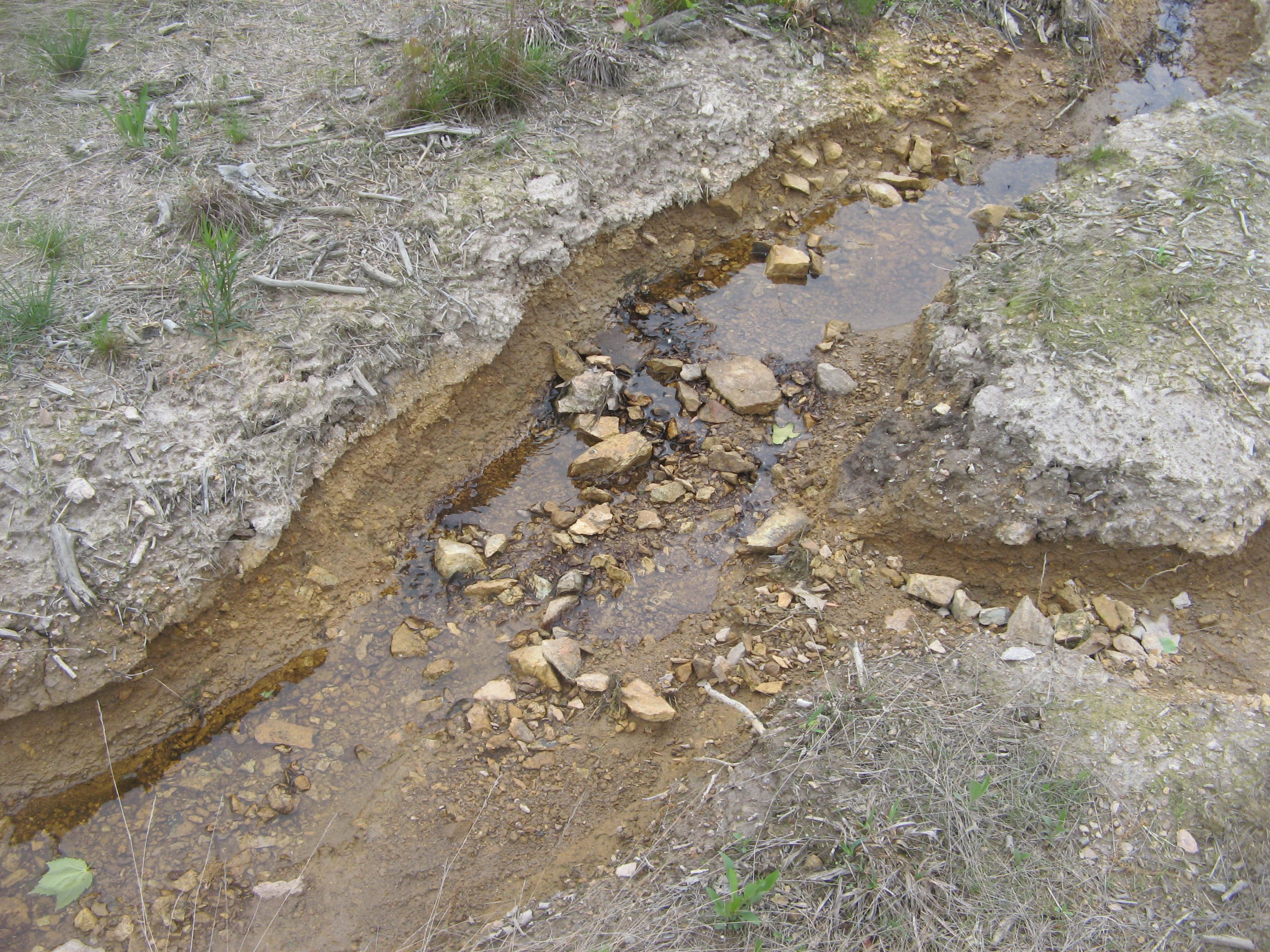
بر خلاف اکثر زیست‌بوم‌ها، در بایرهای سرپانتین، به‌دلیل مواد معدنی سمی در آب، رشد گیاه کمتری در نزدیکی رودخانه وجود دارد.

زمین‌های بایر سرپانتین یک منطقه بوم‌گردی منحصربه‌فرد هستند که در بخش‌هایی از ایالات‌متحده در مناطق کوچک اما پراکنده کوه‌های آپالاچی و محدوده‌های ساحلی کالیفرنیا، اورگان و واشینگتن یافت می‌شوند. مجمع الجزایر جوامع غنی از گونه‌ها ۱٫۵ درصد از مساحت ایالت را تشکیل می‌دهند. بایرها در رخنمون‌های افیولیت‌های فرامافیک تغییر یافته رخ می‌دهند.
آنها به‌دلیل مواد معدنی گروه سرپانتین نامگذاری شده‌اند که منجر به ایجاد خاک‌های سرپانتین با غلظت غیرمعمول بالای آهن، کروم، نیکل و کبالت می‌شود. بایرهای سرپانتین، مانند دره گراس، کالیفرنیا، اغلب از علفزار یا گرم‌دشت در مناطقی تشکیل می‌شوند که آب و هوا معمولاً منجر به رشد جنگل‌ها می‌شود.
خاک‌های سرپانتین را می‌توان برای حمایت از محصولات زراعی و مرتع برای چرای گاو اصلاح کرد. این کار را می‌توان با افزودن مقدار زیادی گچ به خاک انجام داد. با افزودن گچ می‌توان نسبت کلسیم به منیزیم مطلوب تری ایجاد کرد و تعادل بهتری از مواد مغذی گیاه ایجاد کرد. با این حال، این یک پیامد احتمالی برای چرای گاو است. مقاله‌ای از مجله عناصر ردیابی در پزشکی و زیست‌شناسی تشخیص داد که ۲۰٪ از حیوانات چرا دارای سطوح سمی نیکل در کلیه‌های خود و ۳۲٪ سطوح سمی مس در کبد خود داشتند. مطالعات بیشتری مورد نیاز است تا ببینیم آیا این به‌طور بالقوه تأثیر منفی بر سلامت انسان در رابطه با مصرف گوشت گاو دارد یا خیر.

## نمونه‌ها

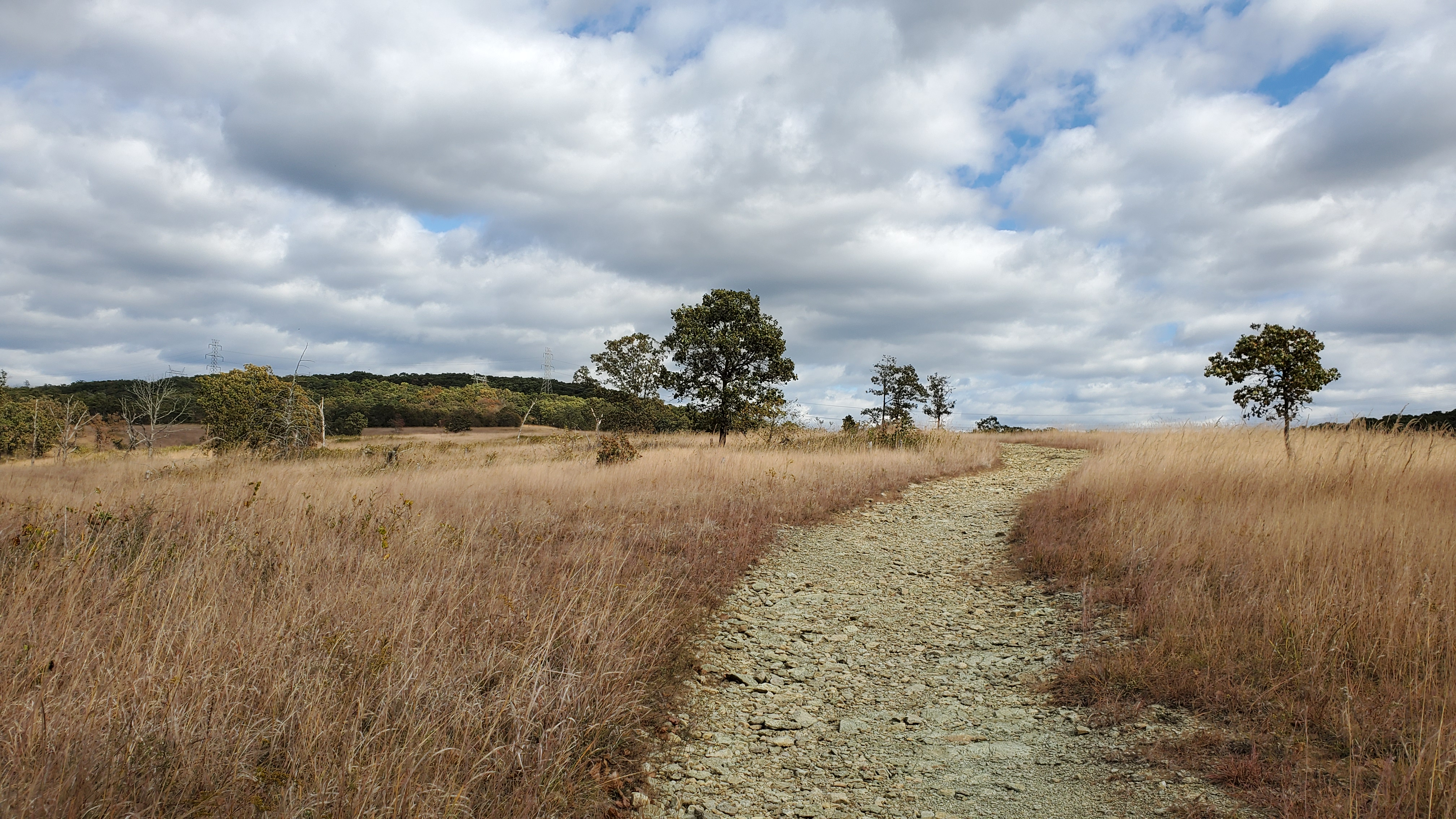
سربازان از منطقه محیطی طبیعی لذت می‌برند در مریلند

سربازان از منطقه محیطی طبیعی لذت می‌برند (Soldiers Delight Natural Environment Area) در شهرستان بالتیمور، مریلند، ۱۹۰۰ هکتار از زمین‌های سرپانتین را پوشش می‌دهد. این منطقه دارای بیش از ۳۸ گونه گیاهی کمیاب، در معرض تهدید و در خطر انقراض است. و همچنین حشرات، سنگ‌ها و مواد معدنی کمیاب.
حفاظت‌گاه طبیعی راک اسپرینگز در شهرستان لنکستر، پنسیلوانیا، ملکی به مساحت ۱۷۶ هکتار (۷۱ هکتار) است که توسط اداره حفاظت شهرستان لنکستر حفاظت شده است که نمونه‌ای بارز از یک بایرهای سرپانتین است. این در ابتدا یک علفزار بود، اما مهار آتش‌سوزی منجر به تبدیل منطقه به جنگل شد. این بایر حاوی گل‌مینا سرپانتین کمیاب (Symphyotrichum depauperatum) و همچنین تعدادی از گونه‌های نادر پروانه‌های غربی و شب‌پره است.
در شهرستان چستر، پنسیلوانیا، پارک ناتینگهام، با نام مستعار بایرهای سرپانتین، توسط دانشگاه مریلند (UMCES) به‌عنوان مستحق تعیین نشانه طبیعی ملی (National Natural Landmark) به دلایل متعدد توصیه شد. آنها شامل حمایت از تعدادی از گونه‌های کمیاب و بومی، جمعیت دست نخورده کاج و همچنین سایت دارای اهمیت تاریخی بودند. از سال ۱۹۷۹، حفاظت از طبیعت با جامعه محلی برای محافظت و حفظ چندین بخش در بایرهای سرپانتین دولت-خط که خانه این زیستگاه شکننده است، همکاری کرده است.
باک کریک سرپنتاین بارنز در جنگل ملی نانتاهالا (Nantahala National Forest) در شهرستان کلی، کارولینای شمالی، نمونه دیگری است. انواع سنگ‌های غالب عبارتند از دونیت (Dunite) و الیوین سرپانتینه شده، با عمق متغیر خاک در محدوده ۰ تا ۶۰ سانتی‌متر و رخنمون‌های سنگی ۵ تا ۱۰ درصد از چشم‌انداز محلی را نشان می‌دهند. طبقه‌بندی پوشش گیاهی ملی ایالات‌متحده (U.S. National Vegetation Classification) برای این جامعه، لبه آبی جنوبی رخنمود فرامافیک بایر (Southern Blue Ridge Ultramafic Outcrop Barren) است و گمان می‌رود که منحصر به منطقه باک کریک باشد. در سال ۱۹۹۵، سازمان جنگل‌داری ایالات متحده آمریکا مدیریت فعال حفاظتی سایت را آغاز کرد، عمدتاً با آتش‌سوزی مصنوعی مهارشده، که همراه با برخی از برداشت دستی پوشش، در بازسازی جمعیت گونه‌های قبلاً پراکنده موفق بوده است. علاوه بر بیش از ۲۰ گونه گیاهی فهرست شده در فهرست حفاظتی، گل‌مینا ریانون (Symphyotrichum rhiannon) در سال ۲۰۰۴ توصیف شد و بومی این بایرها است.